# Српско поморје од 7. до 10. столећа
Српско поморје од 7. до 10. столећа је монографија археолога Ђорђа Јанковића, објављена 2007. године.
Представља прву археолошку синтезу на ову тему, која поред претходних истраживања читавог века модерне археологије, доноси и најновија сазнања о етногенези народа Источног Јадрана у средњем веку.
Између осталог, у књизи је први пут дато археолошко одређења Црвених Хрвата, као и нова атрибуција Вишеславове крстионице истоименом српском кнезу и манастиру Михољска превлака код Тивта.
Издавачи папирног издања су Српско археолошко друштво и Завичајни музеј Херцег-Нови, а електронског Културна мрежа „Пројекат Растко“. Штампање књиге је помогло Министарство науке и заштите животне средине Републике Србије.